# Mitteldeutschland

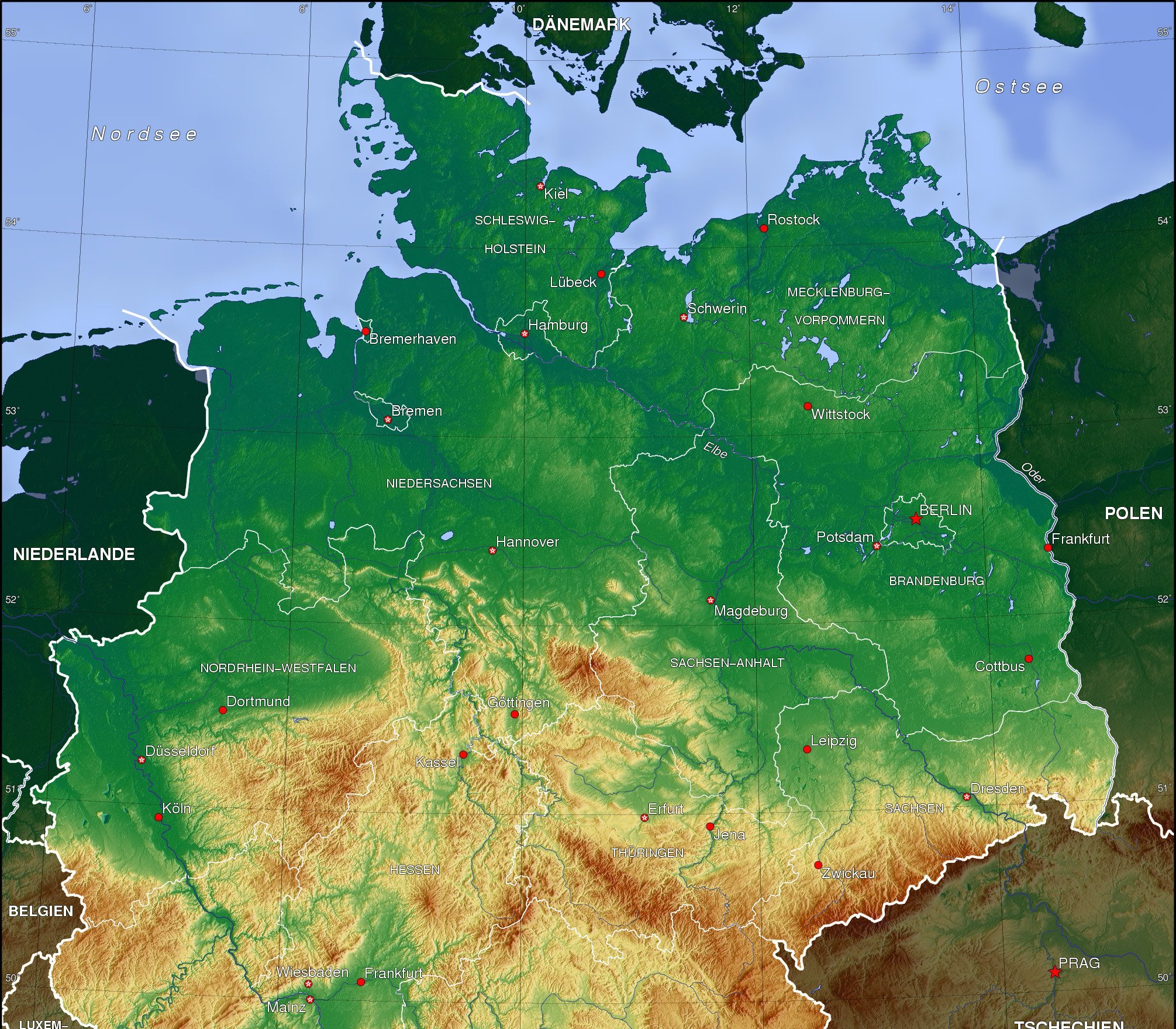
Norddeutsche Tiefebene und deutsche Mittelgebirge

Der Begriff Mitteldeutschland dient der Bezeichnung eines im weitesten Sinne zentral in Deutschland gelegenen Gebietes; er findet im geographischen, linguistischen, historischen, kulturellen, wirtschaftlichen, politischen und weiteren Zusammenhang Verwendung.
Da das Gebiet nicht eindeutig oder je nach Wissenschaftszweig unterschiedlich definiert ist, überschneidet sich der Begriff mit den vielschichtigen Definitionen Nord-, Ost-, Süd- und Westdeutschlands. Bereits 1819 entstand auf dem Gebiet der Wirtschaft die Idee von Mitteldeutschland. 
Seit der deutschen Einheit 1990 gibt es zunehmend Bestrebungen, das Attribut Mitteldeutschland den Ländern Sachsen, Sachsen-Anhalt und Thüringen, als Kerngebiet zusammengefasst, zuzuordnen. In diesem Sinne fand nach der Jahrhundertflut 2002 in Halle (Saale) die Auftaktveranstaltung der Initiative Mitteldeutschland statt.

## Begriffsverwendung
Der Begriff Mitteldeutschland wird von Sprachwissenschaftlern, Geographen, Historikern, Raumplanern, Wirtschaftsverbänden und Politikern in historischen wie auch aktuellen Zusammenhängen unterschiedlich gebraucht. Dabei handelt es sich je nach Sichtweise um eine Realregion oder um ein mit Konstruktcharakter behaftetes Gebiet. Vor 1800 war das Attribut mitteldeutsch nur im sprachgeographischen Sinn verwendet worden. Im 19. Jahrhundert kamen neue Strukturen, Handlungszwänge und Denkmodelle auf, die die Bedeutung abänderten oder ergänzten. Mitteldeutschland kann man natur- und sozialgeographisch verorten „als einen späteren Geschichtsweg vorbestimmenden Naturraum – oder als einen davon eher unabhängigen, erst gesellschaftlich geschaffenen, konstruierten, symbolisch angeeigneten Sozial- und Kulturraum.“ Eine Hochzeit des Gebrauchs von Mitteldeutschland als Begriff gab es zu Beginn der Weimarer Republik.

### Sprachlicher Begriff

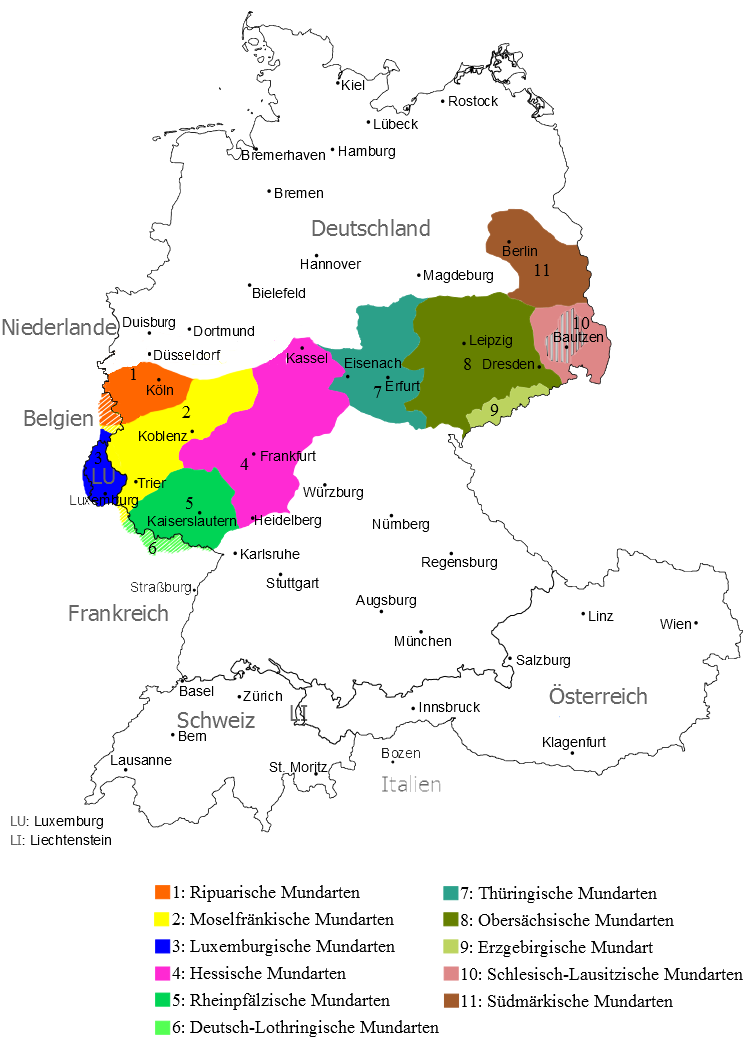
Verbreitung der mitteldeutschen Dialekte

Schon aus dem Jahre 1343 ist eine sprachliche Eigenart des Mitteldeutschen überliefert. Sprachwissenschaftlich beschreibt Mitteldeutschland das Gebiet, in dem mitteldeutsche Mundarten verbreitet sind, im Norden von der Benrather Linie und im Süden von der Mainlinie begrenzt.
Diese Teilung von Nord nach Süd ergänzte man zudem mit einer in West-Ost-Ausrichtung. Dies entspringt der in der deutschen Volksdichtung überlieferten Vorstellung eines Ostlands und entstand während der deutschen Ostbewegung im späten Mittelalter. Die ostmitteldeutschen Dialekte (nördlich des Thüringer Waldes, östlich der Werra und südlich der Benrather Linie, also in großen Teilen des heute als Mitteldeutschland bezeichneten Gebietes) sind dem Neuhochdeutschen und dem Standarddeutschen von allen deutschen Dialekten am nächsten, wie der Sprachforscher Theodor Frings bewiesen hat. Die Sprache im Gebiet zwischen Erfurt, Hof, Dessau und Dresden stimmt in vielen Merkmalen mit dem Neuhochdeutschen überein. Etwa findet in den nördlichen Mundarten das ick und im Süden das i hohe Verbreitung, wohingegen im mitteldeutschen das ich vorherrschend ist.
Das gilt auch für den Wortschatz, da die neuhochdeutsche Schriftsprache im Wesentlichen auf Martin Luthers Bibelübersetzung zurückgeht, der die Sprache der Staatsbeamten des Kurfürstentums Sachsen als Vorbild für die hochdeutsche Schreibung und Aussprache ansah und nutzte („Ich rede nach der sächsischen Kanzlei“). Diese war allerdings eine überregionale Ausgleichssprache und nicht identisch mit den gesprochenen Dialekten dieser Region.

### Geografischer Begriff

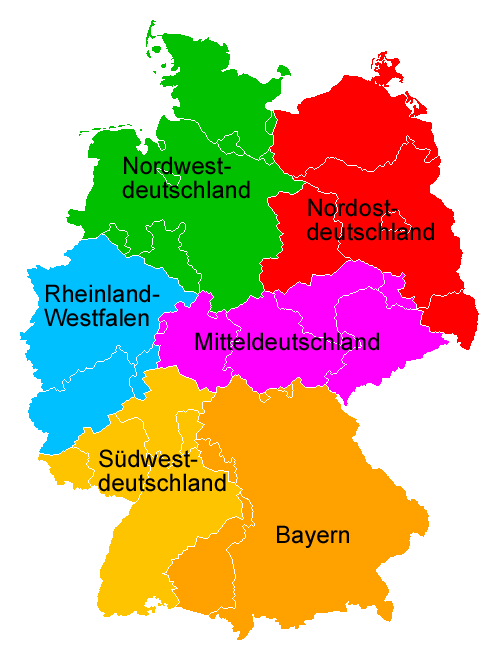
Einer der Vorschläge für eine Neugliederung des Bundesgebietes nach 1990: Mitteldeutschland, bestehend aus Thüringen, Sachsen ohne Oberlausitz, dem südlichen Sachsen-Anhalt und Nordhessen

Mitteldeutschland ist geografisch der mittlere Abschnitt der deutschen Mittelgebirgsschwelle; besonders in Abgrenzung gegenüber Norddeutschland und Süddeutschland. Eine solche Sicht setzte sich um 1900 durch und wurde von Albrecht Penck (1887), Joseph Partsch (1904) und Alfred Hettner (1907) vertreten; demnach reichte das Gebiet von den östlichen Ausläufern der Ardennen bis hin zu den Sudeten. Als Zentrum wurde dabei Leipzig, gelegen in der Thüringischen oder Halle-Leipziger Tieflandsbucht, angesehen.
Diese Nord-Süd-Sichtweise entspricht auch der nach 1990 herausgebildeten Vorstellung, die etwa das Gebiet beschreibt, welches umgrenzt wird durch den Harz (im Nordwesten), den Thüringer Wald und den Frankenwald (im Südwesten), das Erzgebirge und das Lausitzer Gebirge, die Sächsische Schweiz und das Lausitzer Bergland (im Südosten) sowie den Fläming (im Norden). Im Inneren Mitteldeutschlands liegen demnach das Thüringer Becken, die Leipziger Tieflandsbucht und das Mittelsächsische Hügelland. Zur Elbe fließen in Mitteldeutschland Saale, Mulde und Schwarze Elster.
Außerdem können zu Mitteldeutschland das südliche Niedersachsen, das nördliche Hessen und Teile der Region Franken gezählt werden.

#### Kulturhistorisch-geografische Begriffsverwendung
Schon von der nördlichen Stichbandkeramik vor 7000 Jahren über die Schönfelder Kultur bis zur nördlichen Aunjetitzer Kultur vor 4000 Jahren waren Gemeinsamkeiten in diesem Raum zu erkennen. Auch das Siedlungsgebiet der frühen Thüringer umfasste vor allem Teile des heutigen Mitteldeutschlands. Aber zur Zeit Karls des Großen galt die Saale als Grenze zu den Sorben. Je nach Standpunkt reicht der Raum bis Berlin (von Wittenberg aus) oder Bayern (von Weimar aus).
Nach André Thieme kann das Herrschaftsgebiet des Hauses Wettin auch als Mitteldeutschland in seiner Zeit verstanden werden. Für Karlheinz Blaschke nimmt in Anknüpfung an die Wettinische Herrschaft Sachsen bis zur Neuordnung Europas auf dem Wiener Kongress im Jahr 1815 den Raum Mitteldeutschlands ein. Das beanspruchte Gebiet deckte sich mit einem Naturraum, der von Gebirgen umfasst war, also Erzgebirge, Thüringer Wald und Harz sowie als schwache Trennlinie im Norden der Fläming. (Aber die anhaltinischen Fürstentümer gehörten den Askaniern. Daher ist der wettinische Herrschaftsbereich nur zur groben Orientierung geeignet.)
Die Berufung auf größere Herrschaftsgebiete des Mittelalters und vorangegangener Zeit lässt dabei außer Acht, dass eine Überformung durch Neuzeit und Moderne stattfand, womit für Jürgen John erst durch Industrialisierungs- und Modernisierungsprozesse ein realer Lebensbezug zu Mitteldeutschland ab 1800 geprägt worden sei. Eine heterogene Geschichte dieses Raumes zuvor, in einer historisch gewachsenen Einheit, gäbe es nicht und würde über gemeinsame Zufälligkeiten eingeebnet.

#### Landeskundlich-geografische Begriffsverwendung

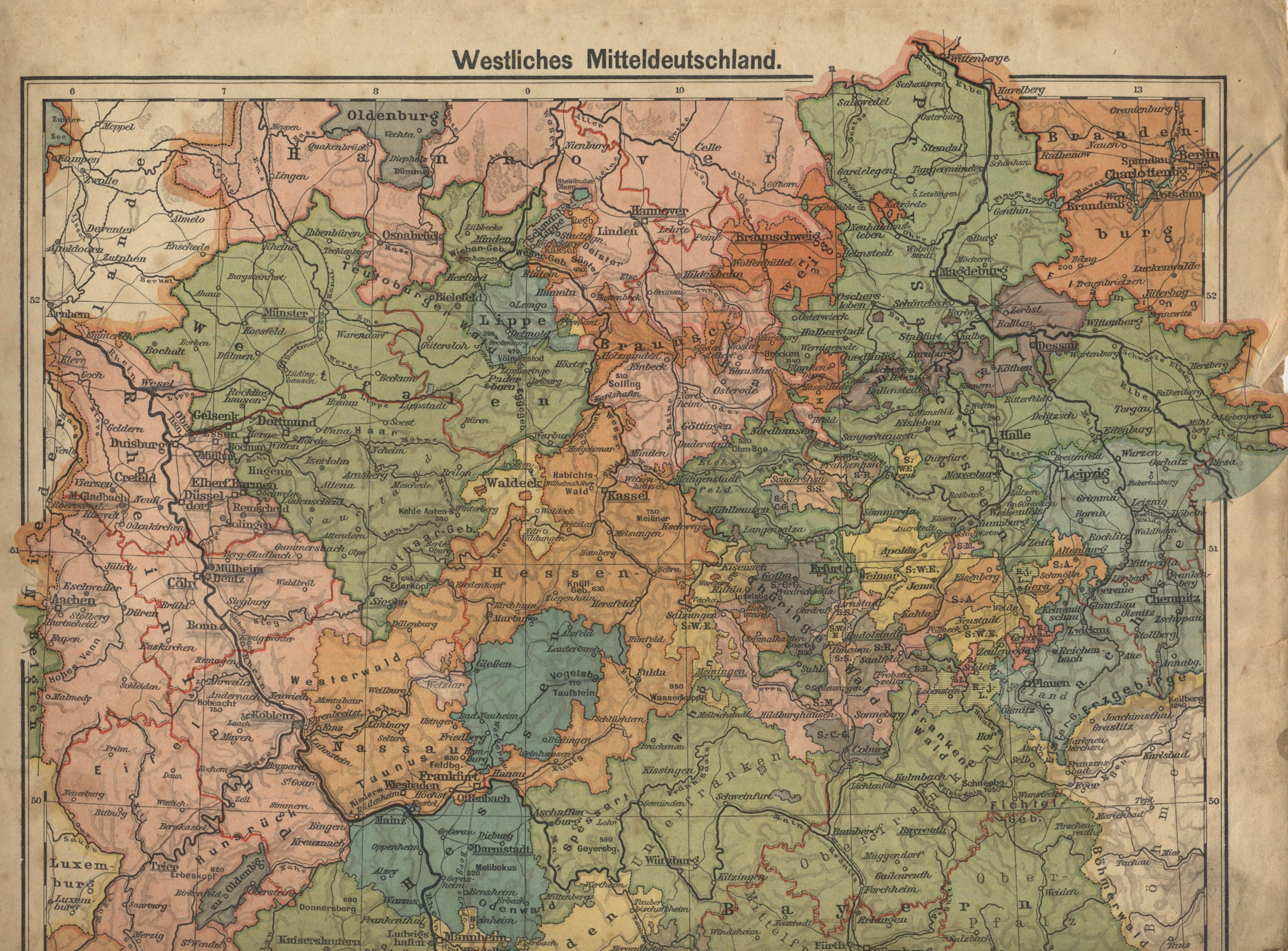
Karte des westlichen Mitteldeutschland, ca. 1900

Die Mitteldeutschen Staaten wurden im 19. Jahrhundert in einer geographischen Nord-Süd-Teilung von Preußen im Norden, sowie Bayern, Baden, Württemberg und der Habsburgermonarchie im Süden unterschieden; dabei bildeten sie „in Natur und Menschen nach ihrer Sprach, ihren Sitten und ihrem Wesen die Übergangsglieder zwischen Nord- und Süddeutschland.“ Volger zählte 1836 geografisch zu Mitteldeutschland die Länder, die am Mitteldeutschen Gebirge selbst lagen. Dies beinhaltete das Königreich Sachsen, das Großherzogtum Sachsen-Weimar, die Herzogtümer Sachsen (Herzogtum Sachsen-Coburg und Gotha, Herzogtum Sachsen-Meiningen und Herzogtum Sachsen-Altenburg), die reußischen Fürstentümer (Reuß jüngerer Linie und Reuß älterer Linie), die Fürstentümer Schwarzburg (Schwarzburg-Rudolstadt und Schwarzburg-Sondershausen), das Kurfürstentum Hessen, das Großherzogtum Hessen, die Landgrafschaft Hessen-Homburg, das Herzogtum Nassau, das Großherzogtum Luxemburg und das Fürstentum Waldeck. Schneider bezieht 1840 zusätzlich zu den von Volger genannten das Herzogtum Limburg, das Fürstentum Lippe-Detmold, das Fürstentum Schaumburg-Lippe, Teile von preußisch Westphalen, Teile des Königreichs Hannover und anhaltinische Fürstentümer (Anhalt-Dessau, Anhalt-Bernburg und Anhalt-Köthen) mit ein.
Im Jahr 1867, zum Ende des Deutschen Bundes und Beginn des Deutschen Kaiserreichs, zählte Brachelli zu den Mitteldeutschen Staaten das Königreich Sachsen, Thüringen (inklusive des Großherzogtums Sachsen-Weimar, der Sächsischen Herzogtümer und der schwarzburgischen Fürstentümer), die reußischen Fürstentümer (jüngere und ältere Linie), das Kurfürstentum Hessen mit Schmalkalden (hierin Gebiete am Thüringer Wald und in der Nähe), die preußischen Kreise (Erfurt, Schleusingen und Ziegenrück), das Fürstentum Waldeck (ohne Pyrmont) sowie angrenzende preußische Landesteile.

#### Wandel durch die deutsche Teilung

Aufteilung des Deutschen Reiches nach 1945

Als Mitteldeutschland wurde ab 1949 in Westdeutschland auch die Deutsche Demokratische Republik bezeichnet. Bis zur Entspannungspolitik und Anerkennung der DDR als Staat wurde von der Regierung der Bonner Republik vermieden, die DDR mit ihrem Staatsnamen zu bezeichnen. Von der Bevölkerung der BRD wurde vor der Anerkennung der DDR aber überwiegend von der Ost-Zone gesprochen, wobei dieser Begriff aus der Sowjetischen Besatzungszone (SBZ) abgeleitet war. Ab Mitte der 1960er Jahre waren auch die Begriffe und Schreibweisen sogenannte DDR, später auch nur noch „DDR“ (in Anführungszeichen) gebräuchlicher. Nach der Anerkennung der DDR wurden die Anführungszeichen weggelassen. Seit der deutschen Einheit werden für das ehemalige Staatsgebiet der DDR im allgemeinen Sprachgebrauch meist die Begriffe neue Länder oder Ostdeutschland verwendet.
Als Synonym für DDR wurde der Begriff Mitteldeutschland in offiziellen Dokumenten der Bundesrepublik Deutschland verwendet. Mitte bezog sich dabei auf die Lage der DDR zwischen der Bundesrepublik im Westen und den ehemals deutschen Gebieten im Osten der Oder-Neiße-Grenze. Auf den von staatlichen Stellen publizierten Landkarten, wie sie beispielsweise in den Waggons der Bundesbahn hingen, war damals noch Deutschland in den Grenzen von 1937 abgebildet. In den 1970er Jahren ging diese Begriffsverwendung zurück. Auch in Westdeutschland blieb allerdings die engere, geografische Begriffsverwendung erhalten.
In der Verwendung des Begriffs Mitteldeutschland durch Teile der westdeutschen Bevölkerung spiegelten sich in der Zeit bis 1969 (und teilweise ab 1989 wieder) deren Einstellung und insbesondere die Einstellung der Vertriebenenverbände wider, die nicht bereit waren, die auf den Konferenzen von Jalta und Potsdam vorgenommene Grenzverschiebung als endgültig anzuerkennen. Tatsächlich wurde auf der Potsdamer Konferenz im Sommer 1945 ausdrücklich festgelegt, dass die neue deutsch-polnische Grenze erst im Zuge einer künftigen Friedensregelung (peace settlement) festgelegt werden solle. Folgerichtig wurde in der Nachkriegszeit in Westdeutschland teilweise die Bezeichnung Ostdeutschland für die Gebiete östlich der Oder-Neiße-Linie und Mitteldeutschland für die DDR benutzt. Eine Vertriebenen-Zeitung stellte noch 1984 fest:

„Unter den Begriff Ostdeutschland fallen heute wie gestern die Gebiete jenseits von Oder und Neiße – es sei denn, man ist bereit, mehr als tausend Jahre deutscher Geschichte aus dem Gedächtnis zu tilgen. Das vom SED-Staat beanspruchte Territorium muß aller Logik nach als Mitteldeutschland kategorisiert werden. Korrekt wäre, diesen Bereich als das ‚sowjetisch besetzte Mitteldeutschland‘ zu bezeichnen.“

Auf Verlangen der Siegermächte wurde die Anerkennung der Oder-Neiße-Grenze die Voraussetzung für ihre Zustimmung zur Deutschen Einheit. Als Staatsgrenze Gesamtdeutschlands und Polens ist diese Grenze durch den Zwei-plus-Vier-Vertrag am 14. November 1990 in einem völkerrechtlichen Vertrag verankert worden.
In der Sowjetischen Besatzungszone wurde der Begriff zunächst noch zusammenfassend für die Länder Sachsen-Anhalt, Thüringen und Sachsen verwendet. Ab Mitte der 1950er Jahre fand in der DDR und Polen die inzwischen vorherrschende westdeutsche Begriffsdeutung zunehmende Ablehnung, da er die von der DDR 1950 anerkannte polnische Westgrenze infrage stellte. Der ältere Mitteldeutschland-Begriff allein fand noch vereinzelt Gebrauch. Da die zentralistische DDR-Führung nicht an regionalen mitteldeutschen Kooperationen interessiert war, schwand er aber während der 1960er Jahre. Teilweise erlebte der Mitteldeutschland-Begriff 1989/90 eine Renaissance für die gesamte DDR, vermochte sich aber gegen das inzwischen etablierte Ostdeutschland nicht durchzusetzen.

#### Botanisch-geografische Begriffsverwendung
Für den Botaniker Oscar Drude war der Hercynische Florenbezirk, ein Gebiet in der geobotanischen Raumeinteilung (vgl. Florenreich), über den er 1902 ein Werk schrieb, repräsentativ gleichsetzbar mit dem Raum Mitteldeutschlands. Diese Ansicht wurde durch Hermann Meusel ebenso vertreten. Der hercynische Florenbezirk umfasst die Mittelgebirgsregion nördlich der Alpen des mittleren und östlichen Deutschlands (und Tschechiens), unter Einschluss u. a. des Harzes, der Rhön, des Bayerischen und Böhmerwalds und des Erzgebirges. Die norddeutsche Tiefebene gehört nicht dazu, also auch nicht der Tieflandsanteil Sachsen-Anhalts nördlich des Harzes.

### Volkskundliche Betrachtung
Nach Michael Simon hat die Begriffsbestimmung von Wilhelm Heinrich Riehl aus dem Jahre 1867 erstmals Mitteldeutschland in die Volkskunde eingeführt. Nach Riehl ist Mitteldeutschland in einem dreigeteilten von Nord nach Süd reichenden Raum maßgeblich und legt sich dabei als großes Dreieck zwischen Schlesien, Bodensee und preußisch-belgische Grenze bei Aachen, wobei die genauen Grenzen unbestimmt bleiben. Der Unterschied zu den beiden anderen Landesteilen lag so Riehl in der weitgehenden Zersplitterung und Individualisierung des Volkslebens.
Die Sichtweise verengte sich in den 1930er Jahren mit der Schaffung des Atlas der deutschen Volkskunde (ADV), welcher den Mitteldeutschland-Begriff des Sprachgebrauchs der Zeit für den sächsisch-thüringischen Raum aufnimmt. So erschien neben der Studie über das Rheinland 1926 eine über die Kulturräume und Kulturströmungen im mitteldeutschen Osten. Nach Michael Simon gelang dem Verfasser Gerhard Streitberger jedoch keine aufschlussreiche Auseinandersetzung mit den volkskulturellen Erscheinungen zwischen Thüringer Wald, Erzgebirge und Harz. Gerhard Streitberger stellte lediglich fest, dass Sachsen, welches Ausgangspunkt der Untersuchung war, auf volkskundlichem Gebiet dem Anschein nach stärker mit dem schlesischen und sudetendeutschen Raum verbunden war.
Während der bundesrepublikanischen Zeit unternahm Matthias Zender den Versuch einer erneuten Auswertung des Datenmaterials. Seiner Deutung nach ergaben sich Besonderheiten, die Thüringen und Sachsen abhoben und um 1930 volkskundlich gesehen Sachsen zur modernsten Landschaft Deutschlands machten, die am besten an die Erfordernisse der industriellen Gesellschaft jener Zeit angepasst war. Mit demselben Material des ADV ergaben sich ähnliche Befunde bei der späteren Untersuchung durch Gerda Grober-Glück, die neben der frühzeitigen Übernahme von Neuerungen auch schöpferische Umbildungen von Traditionsformen feststellte. Dem Fassen Mitteldeutschlands als eines objektiven Kulturraums steht nach Simon in der modernen Volkskunde jedoch wenig Forschung gegenüber, die sich etwa untersuchend mit Klischees, Vorurteilen, Stereotypen und ähnlichem beschäftigt.

## Die Mitteldeutschland-Idee als Länder- und Regionalbildungskonzept
Die Vorstellung der Bildung eines Landes Mitteldeutschland oder einer solchen Region geht bis in das 19. Jahrhundert zurück. Bereits 1819 entstand im Großherzogtum Sachsen-Weimar der Gedanke eines Zusammengehens mit Sachsen auf dem Gebiet der Zollpolitik. Eine politische Entfaltung gab es vorübergehend als Zusammenschluss von in der Mitte Deutschlands gelegenen Ländern zum Mitteldeutschen Handelsverein, welcher die Interessen der Kleinstaaten gegenüber dem preußisch-hessischen Zollverein vertreten sollte, aber nur von 1828 bis 1834 bestand.
1849 wurde durch Bernhard von Waldorf als Staatsminister Sachsen-Weimars der Entwurf vorgelegt, alle thüringischen Staaten mit Sachsen in ein enges Verhältnis zu bringen. Dies beinhaltete sogar eine sächsisch-thüringische Heeresverfassung. Jedoch kam es nie zur politischen Umsetzung. Auch in der Zeit der Deutschen Revolution 1848/1849 flammten Gedanken einer politischen Einheit im Raum der Fürsten- und Herzogtümer auf. So sollten unter der sächsischen Krone die Thüringer Kleinstaaten und anhaltinische Herzogtümer mit dem Königreich Sachsen verschmelzen.
Mit der Auflösung des Deutschen Kaiserreichs 1918 endete die dynastisch begründete Zerrissenheit Thüringens, aber auch hier blieb die Mitte fern, da das Gebiet um Erfurt immer noch Preußen zugeschlagen war. Während der Zeit der Weimarer Republik gab es erneut zahlreiche Denkschriften zu Regional- beziehungsweise Länderbildungen. 1927 schlug der Landeshauptmann der preußischen Provinz Sachsen, Erhard Hübener, mit der Schrift Mitteldeutschland auf dem Wege zur Einheit eine Einung der Territorien vor, welche sich jedoch nicht gegen den Länderpartikularismus dieser Zeit durchsetzen konnte. Ein Ende fand die Neugliederungsdebatte der 1920er und 1930er Jahre durch die 1933 gewählten Vertreter der NSDAP, da diese das Deutsche Reich in der Zeit zwischen 1933 und 1945 in Gaue räumlich aufteilte.
Nach Ende des Zweiten Weltkriegs wurde erst durch die amerikanische Besatzungsmacht und später durch die sowjetische Verwaltung eine Neuordnung vorangetrieben. An der Spitze einer neuen deutschen Verwaltung stand Erhard Hübener, durch die Amerikaner im Glauben gelassen, als wiedereingesetzter Landeshauptmann einer nicht genauer beschriebenen mitteldeutschen Provinz wirken zu können. Mit Übergang an die Sowjetische Besatzungszone setzten die sowjetischen Behörden ihn als Präsidenten einer Provinz mit dem Namen Sachsen ein. Die neue Provinz war teilweise identisch mit der vorherigen und umfasste nunmehr Teile, die seinem von 1929 herrührenden Konzept eines mitteldeutschen Teils Sachsen-Anhalt entsprachen. Zur weiteren Verwirklichung eines Zusammenschlusses der nun neu begründeten Länder kam es aber auch diesmal nicht, da mit dem Entstehen der Deutschen Demokratischen Republik abermals Gebietsreformen wirksam wurden, die kein Mitteldeutschland vorsahen. Stattdessen wurde das Gebiet der DDR in Bezirke aufgeteilt.
Mit der deutschen Einheit war politisch der Wille vorhanden, Mitteldeutschland als Regionsbildungs-Konzept umzusetzen. Jedoch wurde die Idee nicht realisiert. Der dabei zugrunde liegende Fusionsgedanke wurde immer wieder vergeblich in die Debatte gebracht. Maßgeblicher Träger der Idee war zu Beginn der 1992 gegründete Verein Aktion Mitteldeutschland, welcher durch die Industrie- und Handelskammer Halle-Dessau initiiert wurde. Landespolitisch wurde 1998 etwa von Sachsens Innenminister Klaus Hardraht ein Vorstoß unternommen, der jedoch wenig später durch die Vertreter Thüringens wie auch Sachsen-Anhalts zurückgewiesen wurde. Zumeist ging es um Kooperations-Initiativen mit strukturbildenden Zielen und die Idee einer Fusion durch Kooperation. Kommunale wie landespolitische Umsetzung sind naturgemäß langwierig. Wirtschaftliche Initiativen haben bisher die aussichtsreichste reale Entfaltung erlangt.
Seit dem Beitritt der DDR zur Bundesrepublik Deutschland (Wiedervereinigung) wird daher die Region um das Dreiländereck der Bundesländer Sachsen, Sachsen-Anhalt und Thüringen verstärkt als Mitteldeutschland bezeichnet. Allerdings ist auch Hessen durchaus mit einzubeziehen, da nach der Gründung des Freistaats Thüringen beide Länder institutionelle Verwebungen aufweisen und eng miteinander kooperiert haben. So entstand 1992 die Landesbank Hessen-Thüringen im Rahmen dieser Zusammenarbeit per Staatsvertrag zwischen den beiden Bundesländern. Auch gibt es darüber hinaus Organisationen wie den DGB oder den ADAC, die einen hessisch-thüringischen Landesverband aufweisen.

### Initiative Mitteldeutschland
Seit 2002 wollten die Landesregierungen von Sachsen, Sachsen-Anhalt und Thüringen verstärkt miteinander in der Initiative Mitteldeutschland kooperieren.
Unter anderem über folgende Aspekte seien Sachsen, Sachsen-Anhalt und Thüringen einander verbunden:

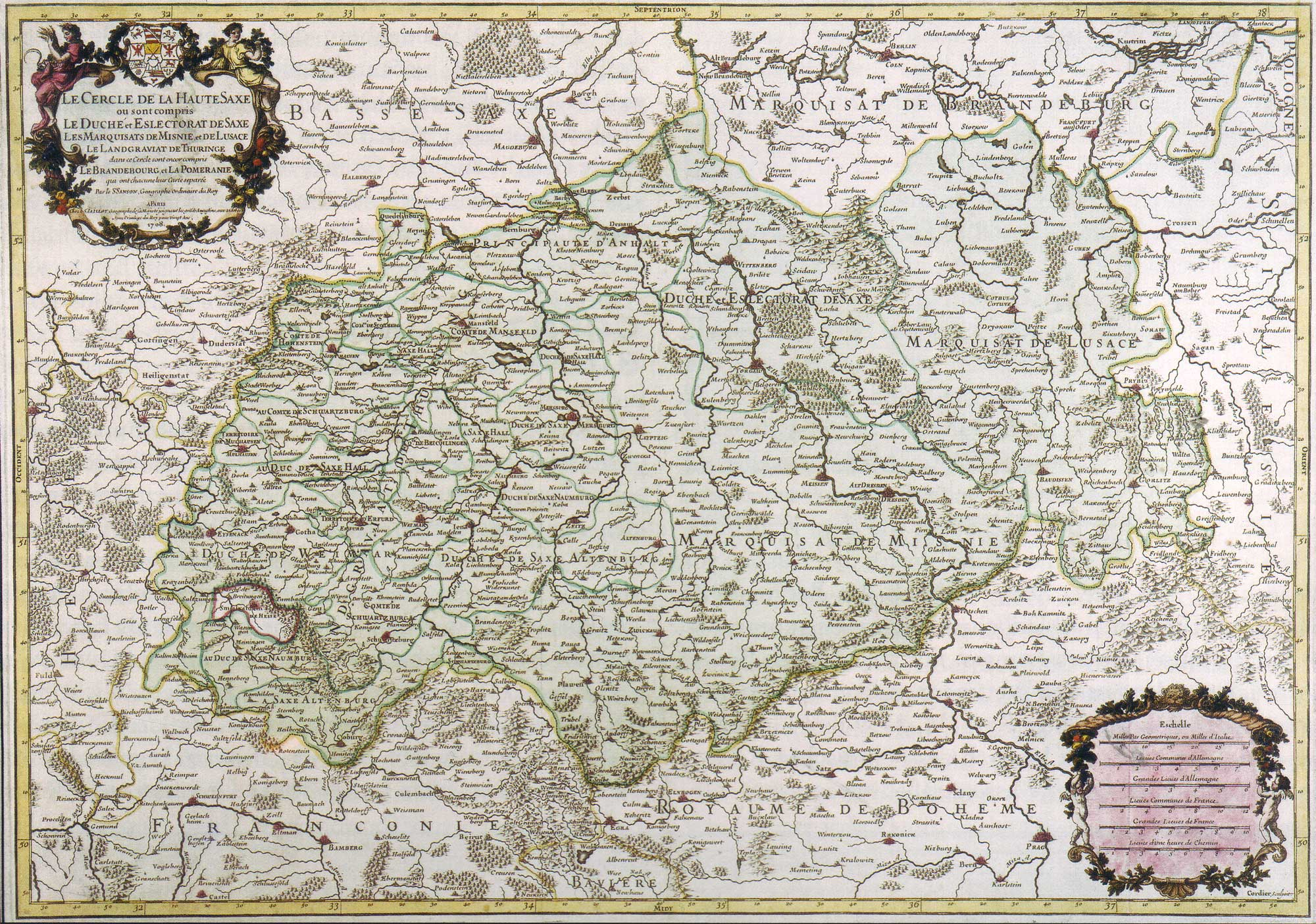
Karte von Obersachsen, 1708

- In Sachsen, im Südteil Sachsen-Anhalts sowie im nördlich des Rennsteigs gelegenen Teil Thüringens werden die thüringisch-obersächsischen Dialekte gesprochen.

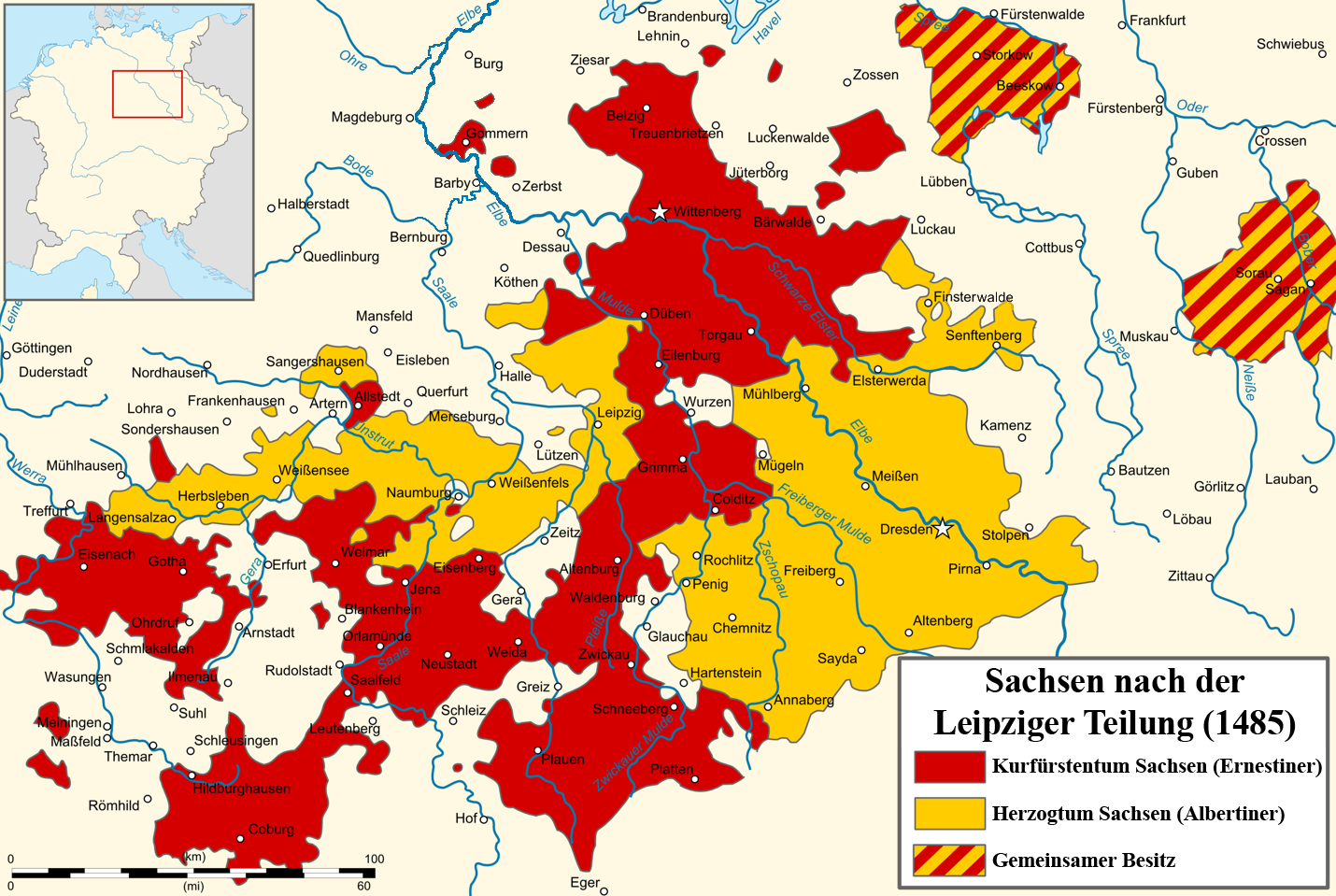
Leipziger Teilung 1485

- Große Teile der Gebiete gehörten zum Herrschaftsbereich der Wettiner, der nach der Leipziger Teilung (1485) zwischen den Linien der Ernestiner (Thüringen) und Albertiner (Sachsen) aufgeteilt wurde.
- Große Teile der Region sind und waren Industriezentren, was für Brandenburg und Mecklenburg-Vorpommern kaum zutrifft.

### Länderfusion
Im Jahr 2005 sprachen sich Leipzigs Oberbürgermeister Burkhard Jung und die damalige Oberbürgermeisterin der Stadt Halle Dagmar Szabados für eine Fusion der drei Länder zu einem Bundesland Mitteldeutschland im Jahr 2018 aus – dies lehnten jedoch die betroffenen Ministerpräsidenten im Mai 2011 ab.
2013 brachte der Ministerpräsident von Sachsen-Anhalt Reiner Haseloff die Idee wieder aufs Tapet.
Daraufhin initiierte der Landtagsabgeordnete Bernward Rothe trotz der vielen ungelösten Probleme, wie die besonders schwer zu überzeugenden Mehrheiten in Sachsen und Thüringen, der Name des neuen Bundeslandes, der oder die Sitz(e) der Verfassungsorgane und die Gliederung unterhalb der Landesebene, eine Unterschriftensammlung, welche die erforderliche Stimmenanzahl für ein Volksbegehren Ende 2014 erreichte. Der daraufhin eingereichte Antrag auf ein Volksbegehren, um für diesen Raum eine einheitliche Landeszugehörigkeit herbeizuführen, wurde am 30. September 2015 vom Bundesinnenministerium als „unzulässig und unbegründet“ abgelehnt. Es handle sich bei dem in den Anträgen bezeichneten Neugliederungsraum nicht um einen zusammenhängenden, abgegrenzten Siedlungs- und Wirtschaftsraum im Sinne von Art. 29 Abs. 4 GG. Gegen diese Entscheidung legte Rothe als Vertrauensmann der Initiative am 2. November 2015 Beschwerde beim Bundesverfassungsgericht ein. Die Verfassungsbeschwerde wurde 2019 nach dem Tod von Rothe verworfen.
Wenn das Bundesverfassungsgericht der Beschwerde stattgegeben hätte, wäre das Volksbegehren als gültig erklärt worden. Beim Erfolg eines Volksbegehrens muss der Bundestag in einer Frist von zwei Jahren entweder dem Ersuchen stattgeben oder eine Volksbefragung durchführen. Bei der Volksbefragung könnte nach Art. 29 Abs. 5 GG alternativ zur Vollfusion der Bundesländer Sachsen, Sachsen-Anhalt und Thüringen eine Teilfusion als Vorschlag unterbreitet werden. Dabei wäre auch die Aufspaltung Sachsen-Anhalts möglich. Eine auf diesem Wege beschlossene Neugliederung des Bundesgebietes bedarf keiner zusätzlichen Legitimierung in einem obligatorischen Volksentscheid.

### Institutionelle und wirtschaftliche Kooperation
Bereits in der ersten Hälfte des 20. Jahrhunderts wurde der Begriff Mitteldeutschland speziell für das Gebiet um Halle (Saale)-Leipzig gebraucht, wo man vom Mitteldeutschen Industrierevier, dem heutigen Mitteldeutschen Chemiedreieck, sprach.
In jüngster Zeit wurden verschiedene Clusterinitiativen eingerichtet. Zu den wichtigen Sektoren zählen hierbei die Automobil- und Zulieferindustrie, die schon zu ihrer Entstehungszeit eine wichtige Rolle in Sachsen und Thüringen spielte (Auto Union AG) sowie der Hochtechnologiebereich mit Zentren in Jena (bspw. Jenoptik), Dresden (Silicon Saxony) und Leipzig (Biotechnologie). Die europäische Metropolregion Mitteldeutschland mit Sitz in Leipzig liegt ebenfalls im Wirtschaftsraum Mitteldeutschland. Heute bildet der Ballungsraum Leipzig-Halle den Mittelpunkt dieses Wirtschaftsraumes: Hier befinden sich der Flughafen Leipzig/Halle, der wichtige Leipziger Hauptbahnhof und die Mitteldeutsche Autobahnschleife.

### Mitteldeutscher Rundfunk

Landesrundfunkanstalten der ARD

Zunehmend Verwendung findet der Mitteldeutschland-Begriff für das gesamte Sendegebiet; spätestens seit 1992, dem Sendebeginn der Rundfunkanstalt MDR-Mitteldeutscher Rundfunk. Dieser habe – so Jürgen John, Regionalhistoriker aus Jena – den Sendeauftrag, Identität zu stiften. Der MDR produziert Inhalte zu Mitteldeutschland für die drei Länder Sachsen, Sachsen-Anhalt und Thüringen, welche als Sendegebiet benannt sind. Sendungen wie die Geschichte Mitteldeutschlands sollen dabei historische Gemeinsamkeiten und Unterschiede der einzelnen Regionen in das Bewusstsein rücken.

### Mitteldeutsch als Namensbestandteil
historisch:
- Der mitteldeutsche Bauernaufstand des 16. Jahrhunderts[47]
- Der mitteldeutsche Generalstreik 1919[47]
- Der Mitteldeutsche Aufstand (1921)

- Die Mitteldeutsche Creditbank in Frankfurt am Main und Berlin von 1856[6]
- Die Mitteldeutsche Stahlwerk AG aus Berlin von 1909,[6]
- Das Mitteldeutsche Braunkohlen-Syndikat in Leipzig[6]
- Das Mitteldeutsche Stahlwerk in Riesa 1926[6]
- Die Mitteldeutsche Rundfunk AG (MIRAG) Rundfunkgesellschaft und einer der ältesten Hörfunksender in Deutschland in den 1920/30er Jahren
- Der Verband Mitteldeutscher Ballspiel-Vereine, 1900 bis 1933

neuzeitlich:
- Der Mitteldeutsche Verkehrsverbund (MDV) ist ein Verkehrsverbund des öffentlichen Nahverkehrs (ÖPNV) im Großraum Leipzig-Halle.
- Die S-Bahn Mitteldeutschland verkehrt vorrangig im Ballungsraum Leipzig-Halle, hat aber auch Altenburg und Zwickau eingebunden.
- Die Evangelische Kirche in Mitteldeutschland entstand zu Beginn des Jahres 2009 durch den Zusammenschluss der Evangelischen Kirche der Kirchenprovinz Sachsen und der Evangelisch-Lutherischen Kirche in Thüringen.
- Mitteldeutscher Marathon
- Die Mitteldeutsche Zeitung ist seit 1990 der Name des ehemaligen Organs der SED-Bezirksleitung Halle.
- Die Mitteldeutsche Presse erscheint in Fulda.
- Der Mitteldeutsche Verlag (mdv) ist ein unabhängiger Verlag mit Sitz in Halle (Saale) und Leipzig.
- Die Stiftung Mitteldeutscher Kulturrat, die die Mitteldeutschen Jahrbücher[48] herausgibt, ist ein Produkt der Zeit von 1945 bis 1990 und fühlt sich allen Neuen Ländern verpflichtet – mit Tendenz zum heutigen Sprachgebrauch.
- MIFA Mitteldeutsche Fahrradwerke
- Die Mitteldeutsche Braunkohlengesellschaft mbH (MIBRAG) ist ein Unternehmen, das sich mit der Förderung und teilweisen Verarbeitung von Braunkohle in verschiedenen Standorten in Sachsen-Anhalt und Sachsen befasst.
- Am Chemiestandort Leuna ist die TotalEnergies Raffinerie Mitteldeutschland GmbH das umsatzstärkste Unternehmen der neuen Bundesländer.

davon beziehen sich die Folgenden auf die drei Bundesländer Sachsen, Sachsen-Anhalt und Thüringen als Gesamtheit:
- Deutsche Rentenversicherung Mitteldeutschland (seit 2005)
- Handball-Oberliga Mitteldeutschland (seit 2010)
- Selbständig in Mitteldeutschland ist eine seit 2016 durchgeführte Initiative samt Onlineportal der Landesverbände Thüringen, Sachsen und Sachsen-Anhalt des Bundes der Selbständigen.[49]
- Als Startup Mitteldeutschland bezeichnet sich seit 2017 ein Online-Magazin mit Sitz in Leipzig.[50]
- Der Mitteldeutsche Archäologentag – internationale Tagung in Halle (Saale), jährlich veranstaltet vom Landesamt für Denkmalpflege und Archäologie Sachsen-Anhalt (Archlsa).
- Die Jahresschrift für mitteldeutsche Vorgeschichte – die 1902 gegründete „Jahresschrift für die Vorgeschichte der sächsisch-thüringischen Länder“ wurde 1940 umbenannt und unter diesem Titel fortgeführt. Derzeitiger Herausgeber ist das Archlsa.

### Rezeption und Kritik an der Verwendung des Attributs mitteldeutsch
Der Historiker Jürgen John macht keinen eindeutig definierbaren Mitteldeutschland-Begriff aus. Die Idee eines Mitteldeutschland ist unbestimmt, vielschichtig und vieldeutig durch ihren häufigen Wandel in der Zeit. Die Mitteldeutschland-Idee ist seit dem 19. und 20. Jahrhundert im Diskurs. Mitteldeutschland ist dabei zumeist eine Projektionsfläche. John ist der Ansicht, dass diejenigen, welche „von einem vermeintlich fest umrissenen „mitteldeutschen“ Kultur-, Wirtschafts-, Geschichts- und Identitätsraum ausgingen“, nur ihr Talent unter Beweis stellten, „entsprechende Raum- und Geschichtsbilder zu entwerfen, ihre eigenen Wünsche, Interessen und Gestaltungsabsichten auf diese projizieren und Geschichte gleichsam als Argument“ verwenden.
Räumlich nahe Länder oft als süd-, west-, nord-, ost- oder mitteldeutsch apostrophiert, die gewisse Ähnlichkeiten und historische Gemeinsamkeiten zugeschrieben bekommen, unterliegen daher der großen Versuchung, sie als geschlossene Geschichts- und Identitätsräume misszuverstehen und zu deuten.
Für Karlheinz Blaschke ist Mitteldeutschland kein Traumbild. Der Begriff habe sich fest im Sprachgebrauch eingebürgert, da die Geographie den Begriff Mitteldeutsches Gebirgsland, die Sprachwissenschaft die mitteldeutsche Mundart kenne und die Wirtschaft in der Hälfte des 19. Jahrhunderts Raumeinheit und Betriebe mit der Bezeichnung mitteldeutsch zusammenfasste.
Hierzu führt er etwa das durch den Geographen Otto Schlüter historisch-landeskundliche Werk Mitteldeutscher Heimatatlas an.
Er wirft aber auch den heutigen mitteldeutschen Bundesländern Sachsen, Sachsen-Anhalt und Thüringen eine Unbeweglichkeit im Zusammenhang mit der Bildung eines Mitteldeutschlands vor, die an die Kleinstaaterei des 19. Jahrhunderts erinnern würde.

#### Divergierende Zugehörigkeitsgefühle
Einwohner des nördlichen Sachsen-Anhalts fühlen sich der brandenburgisch-preußischen Vergangenheit verbunden, worauf beispielsweise Vereinsbezeichnungen wie Magdeburger SV 90 Preussen hinweisen. Im südlichen Thüringen sieht sich ein Teil der Bevölkerung der hessischen oder fränkischen Tradition verpflichtet. Die Sorben sind hauptansässig in der Lausitz, welche sich in die Oberlausitz in Sachsen und die Niederlausitz in Brandenburg teilt. Die kulturell-geschichtliche Volksgruppe wird gebietsmäßig voneinander abgeschnitten.
Auch durch die Wirtschaftsinitiative Mitteldeutschland fand eine Neuorientierung des Begriffes nicht statt, bei der Teile Hessens, Bayerns oder Niedersachsens als Teil Mitteldeutschlands empfunden worden wären. Brandenburg an der Grenze zu Polen ist demnach in Ostdeutschland, Sachsen aber nicht. Durch die Gleichsetzung mit Bundesländern wird dabei bewusst übergangen, dass Görlitz, die östlichste Stadt Deutschlands (bis 1945 zum Regierungsbezirk Liegnitz/Niederschlesien gehörig), geographisch in Ostdeutschland liegen müsste, da die natürliche Grenze spätestens der Oberlauf der Elbe wäre.

#### Sachsen
Der Freistaat Sachsen liegt an der östlichen Grenze der heutigen Bundesrepublik und kann daher nur in der Nord-Süd-Perspektive als mitteldeutsch gelten.

#### Hessen
Das Land Hessen liegt der geografischen Mitte Deutschlands näher als beispielsweise viele Landkreise Sachsen-Anhalts oder Sachsens, wird aber trotzdem in jüngster Zeit oft nicht zum als Mitteldeutschland bezeichneten Bereich gezählt. Gründe hierfür sind, dass Hessen in der jüngsten Geschichte zu den so genannten alten Bundesländern gehörte, während die Gebiete Sachsen-Anhalts, Sachsens und Thüringens – durch die gemeinsame Zugehörigkeit zum Staatsgebiet der ehemaligen DDR – den neuen Ländern zuzuschreiben sind. Mit dem Hessischen Rundfunk besitzt Hessen außerdem eine eigene Rundfunkanstalt und mit dem Rhein-Main-Gebiet um Frankfurt am Main eine Schwerpunktregion im Südwesten. Auch die Landeshauptstadt Wiesbaden liegt am Rhein und damit im Westen Deutschlands.